# رعدوبرق‌خورده
رعد و برق خورده (انگلیسی: Struck by Lightning) فیلمی در ژانر کمدی-درام است که در سال ۲۰۱۲ منتشر شد.

## بازیگران
- آلیسون جانی
- ربل ویلسون
- کریستینا هندریکس
- سارا هایلند
- کریس کولفر
- اشلی ریچاردز
- درموت مالرونی
- الی گرانت
- رابی امل
- پالی برگن
- کارتر جنکینس